# Новиков, Владимир Михайлович (футболист)
Владимир Михайлович Новиков (род. 3 апреля 1968, Орёл) — советский и российский футболист, полузащитник, защитник.

## Биография
Воспитанник футбольной школы СДЮШОР-3 (Орёл), тренеры Г. Люблинский, В. Петрухин. Бо́льшую часть профессиональной карьеры провёл в низших лигах первенств СССР и России в составе «Спартака» / ФК «Орёл» (1985—1986, 1989—1992, 1993—1994, 1995—1998) — 291 матч, 16 голов.
В сезоне 1992/93 играл в чемпионате Молдавии за «Буджак» Комрат, в 1995 году — в чемпионате Казахстана за «Горняк» Хромтау.
Позже — игрок любительских орловских клубов, тренер ДЮСШ-3.